# Zbrodnia ekawska
Zbrodnia ekawska – masakra, która miała miejsce 20 września 1997 roku w łotewskiej gminie Ekawa, w wyniku której zginęło 7 osób, a jedna została ranna. Sprawca, Jurij Czubarow po zdarzeniu popełnił samobójstwo.
Zbrodnia ekawska jest największą pod względem liczby ofiar strzelaniną w historii współczesnej Łotwy. Tragedia wywołała szerszą debatę na temat sytuacji Rosjan na Łotwie w pierwszych latach po odzyskaniu niepodległości kraju.

## Tło
Pochodzący z rosyjskiego Swierdłowska elektryk Jurij Czubarow otrzymał w 1976 roku od kołchozu „Progress” 15 arów ziemi w Murniekach. Podczas swojego pobytu zbudował tam dom, szklarnie i zajął się pszczelarstwem. W 1993 roku, po odzyskaniu niepodległości przez Łotwę i po przyjęciu ustawy o reformie rolnej na obszarach wiejskich, rodzina Jānis i Artūrsa Koškinsów odzyskała grunty wokół swojego domu, w wyniku czego powstał konflikt między Czubarowem i Koškinsami.
Zgodnie z uchwaloną w 1991 roku ustawą o reformie rolnej rodzinie nie przywrócono własności małej działki, na której stał dom zamieszkany przez Rosjanina. Ich roszczenia miały zostać zaspokojone za pomocą gruntu w innym miejscu lub poprzez tzw. zaświadczenia kompensacyjne. Nie ustalono, czy Koškinsowie otrzymali takie certyfikaty lub oferty gruntów w innym miejscu, ale w żaden sposób nie ukrywali swoich zamiarów wysiedlenia Czubarowa. Potwierdzono, że w obecności świadków zadeklarowali chęć nękania Rosjanina.
Kwietniową nocą 1997 roku spłonął dom Czubarowa. Policja tłumaczyła przyczynę pożaru przegrzaniem pieca i uszkodzeniem komina, lecz Rosjanin za całe zdarzenie obwiniał Koškinsa. Zgłoszona przez Czubarowa skarga dotycząca podpalenia nie została rozpatrzona. Po pożarze nie odbudował on swojego domu i zaczął mieszkać w małej przyczepie, która znajdowała się niedaleko Murniek.
Latem pszczoły w ulach należących do Czubarowa zaczęły umierać. Dla chorującego na serce Rosjanina były one jedynym źródłem dochodu. Krótko przed morderstwem wymarła jego ostatnia rodzina pszczół.
Czubarow posiadał cztery sztuki broni palnej, ale jego pozwolenie na przechowywanie wygasło 21 lipca. 1 sierpnia policja wysłała do niego wezwanie, które zignorował. 18 września do Czubarowa przyjechała policja, ale nie było go w domu.

## Zbrodnia
Strzelanina miała miejsce 20 września 1997 roku w gminie Ekawa, około 10 kilometrów od Ekawy. Na polu w pobliżu domu w Murniekach 11 osób – Koškinsowie oraz ich krewni i znajomi – zbierało ziemniaki. Około godziny 11 Jurij Czubarow podjechał swoją Ładą Nivą do ich domu. Około godziny 14, po tym jak Koškinsowie i ich znajomi zjedli obiad, Czubarow podjechał do kombajnu i uzbrojony w co najmniej dwie sztuki broni palnej otworzył ogień do ludzi. Zginęło siedem osób. Jeden z obecnych na miejscu, Guntars Griva, został ranny w płuca i ramiona, a następnie przyjęty do szpitala w Bausce, gdzie przeszedł operację. Pozostała trójka uczestników zbiorów ziemniaków przeżyła.
Po zdarzeniu około 200 policjantów, w tym z jednostki specjalnej „Omega”, oraz żołnierzy Gwardii Narodowej rozpoczęło poszukiwania zabójcy w lesie niedaleko Murniek. W sumie w poszukiwaniach wzięło udział około 500 osób. Było to największe tego typu wydarzenie od czasu odzyskania przez Łotwę niepodległości. Sprawcę uznano za dodatkowo niebezpiecznego, ponieważ miał doświadczenie w polowaniach w lesie. Ciało Jurija Czubarowa odnaleziono następnego dnia około godziny 17, dwa kilometry od domu w Murniekach. Jak ustalono, Czubarow udał się do lasu i zastrzelił się w jednej z jam wykopanych przez zwierzęta. Miał przy sobie dwie sztuki broni palnej, z czego jedna została użyta podczas strzelaniny na polu ziemniaków. Przy zwłokach Czubarowa siedział jeden z jego psów.
25 września ogłoszono w Ekawie dniem żałoby.
Lista ofiar:
- Artūrs Koškins (ur. 1978)
- Jānis Koškins (ur. 1952)
- Aleksandrs Minogins (ur. 1943) – znajomy Koškinsów
- Vladimirs Možeiko (ur. 1971) – mąż Ingi
- Inta Skrastīte (ur. 1961) – córka Skrastītisów
- Kārlis Skrastītis (ur. 1945) – teść Koškinsa
- Poļina Skrastīte (ur. 1941) – teściowa Koškinsa

The Washington Post określił masakrę ekawską jako tragedię wpisaną w szerszy obraz sytuacji łotewskich Rosjan po zmianach, które nastąpiły po odzyskaniu niepodległości przez Łotwę w 1991 roku.